# Haraella retrocalla
Haraella retrocalla är en orkidéart som först beskrevs av Bunzo Hayata, och fick sitt nu gällande namn av Yûshun Kudô. Haraella retrocalla ingår i släktet Haraella och familjen orkidéer. Inga underarter finns listade i Catalogue of Life.

## Bildgalleri

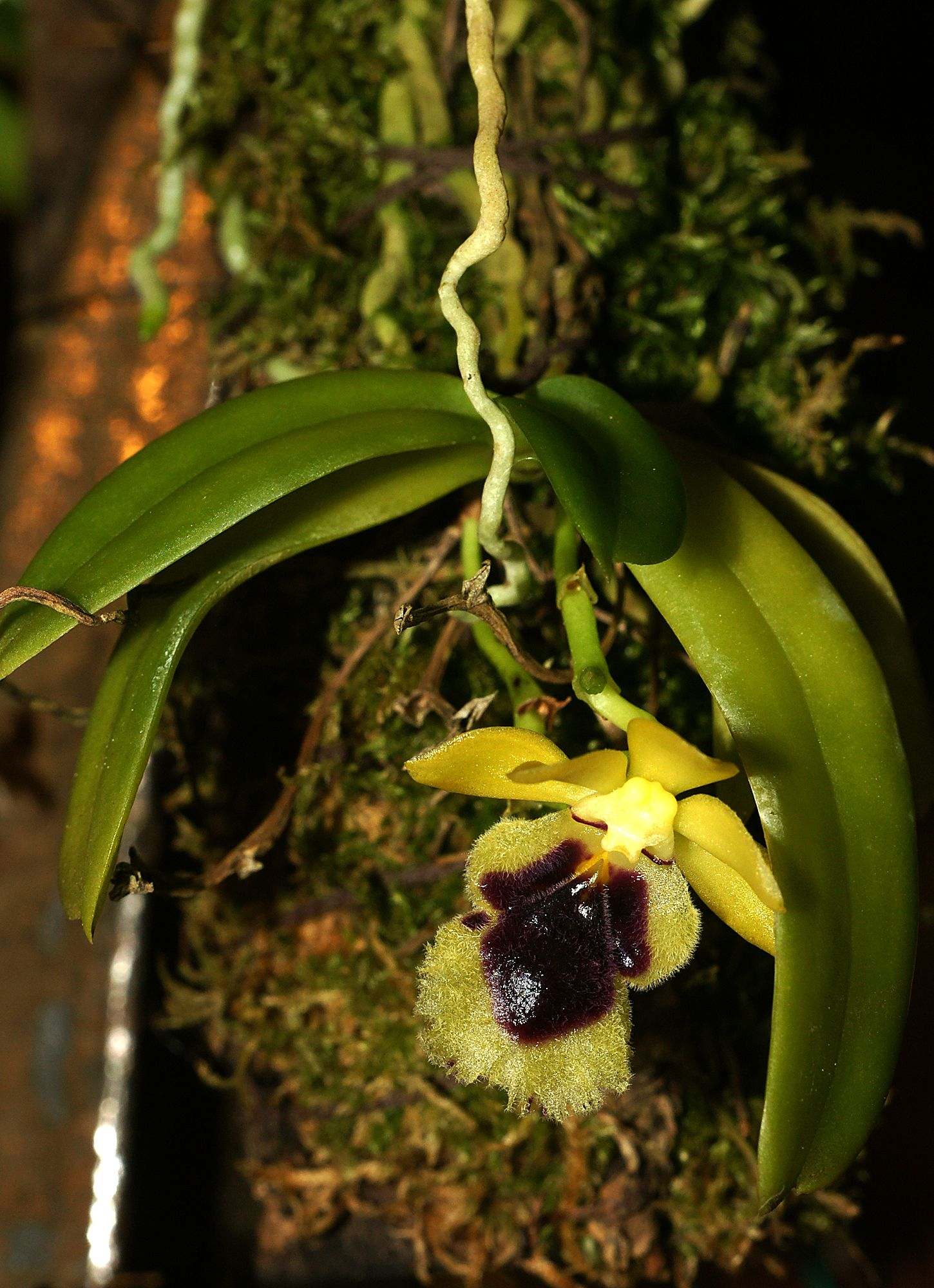
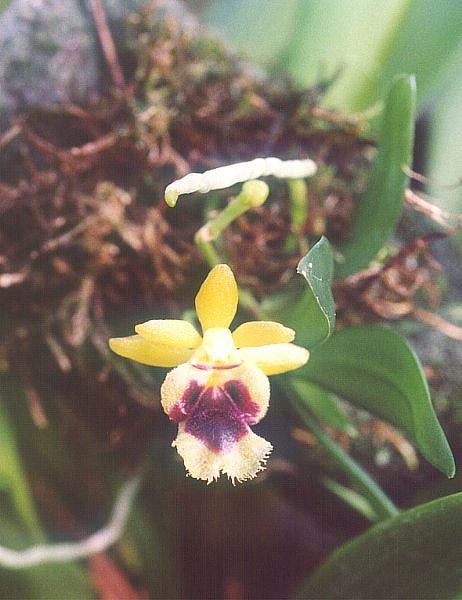
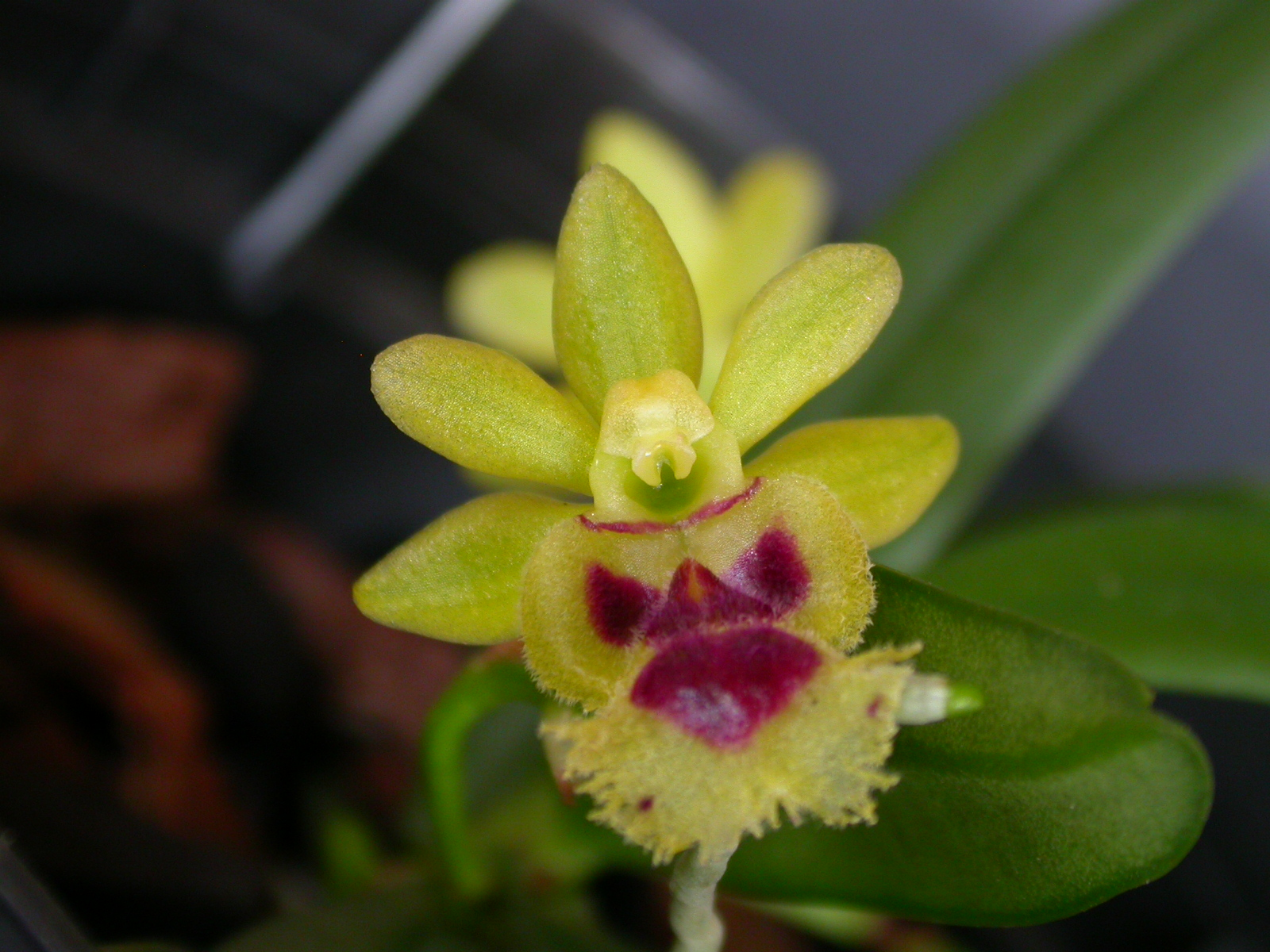
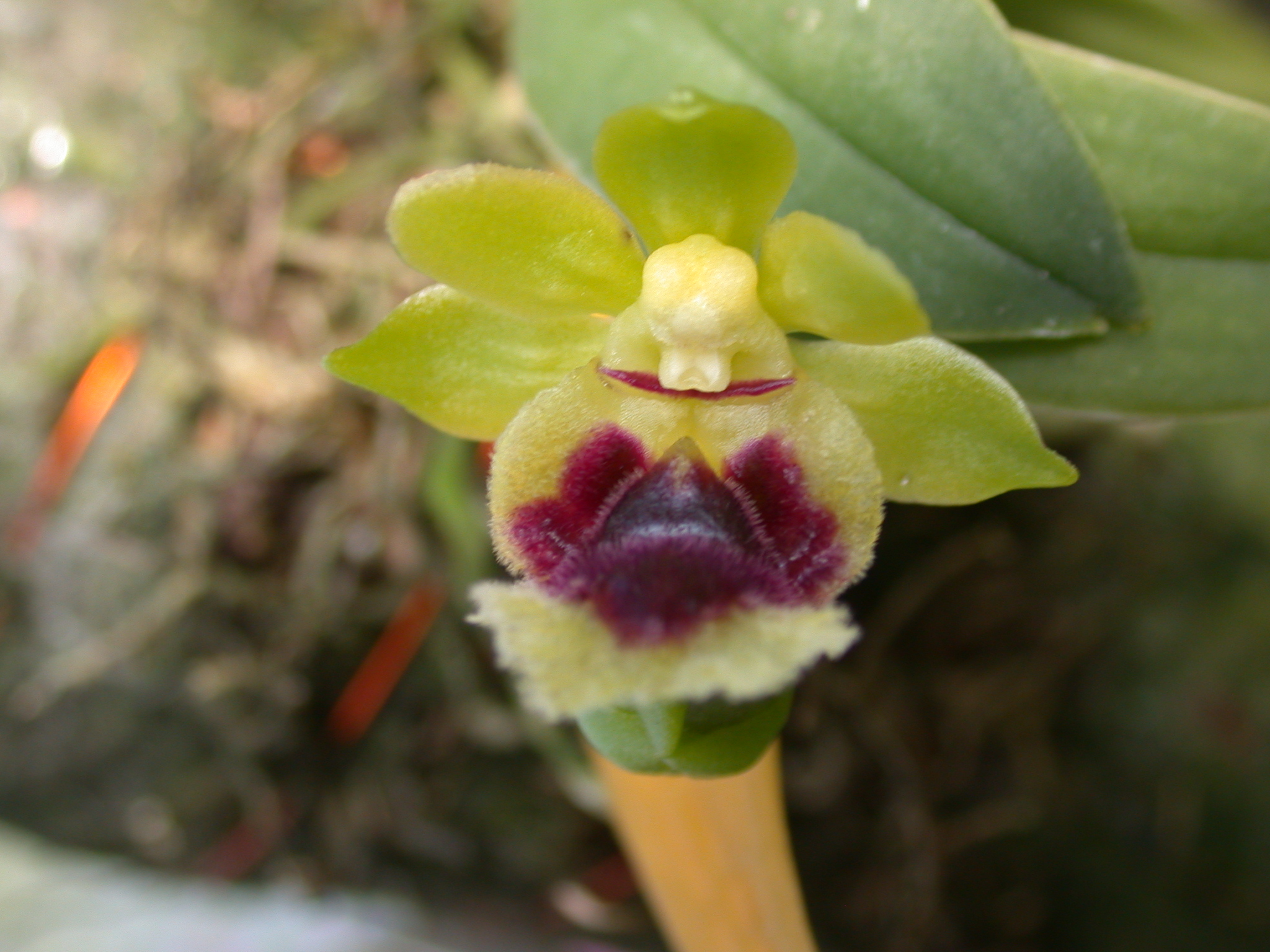
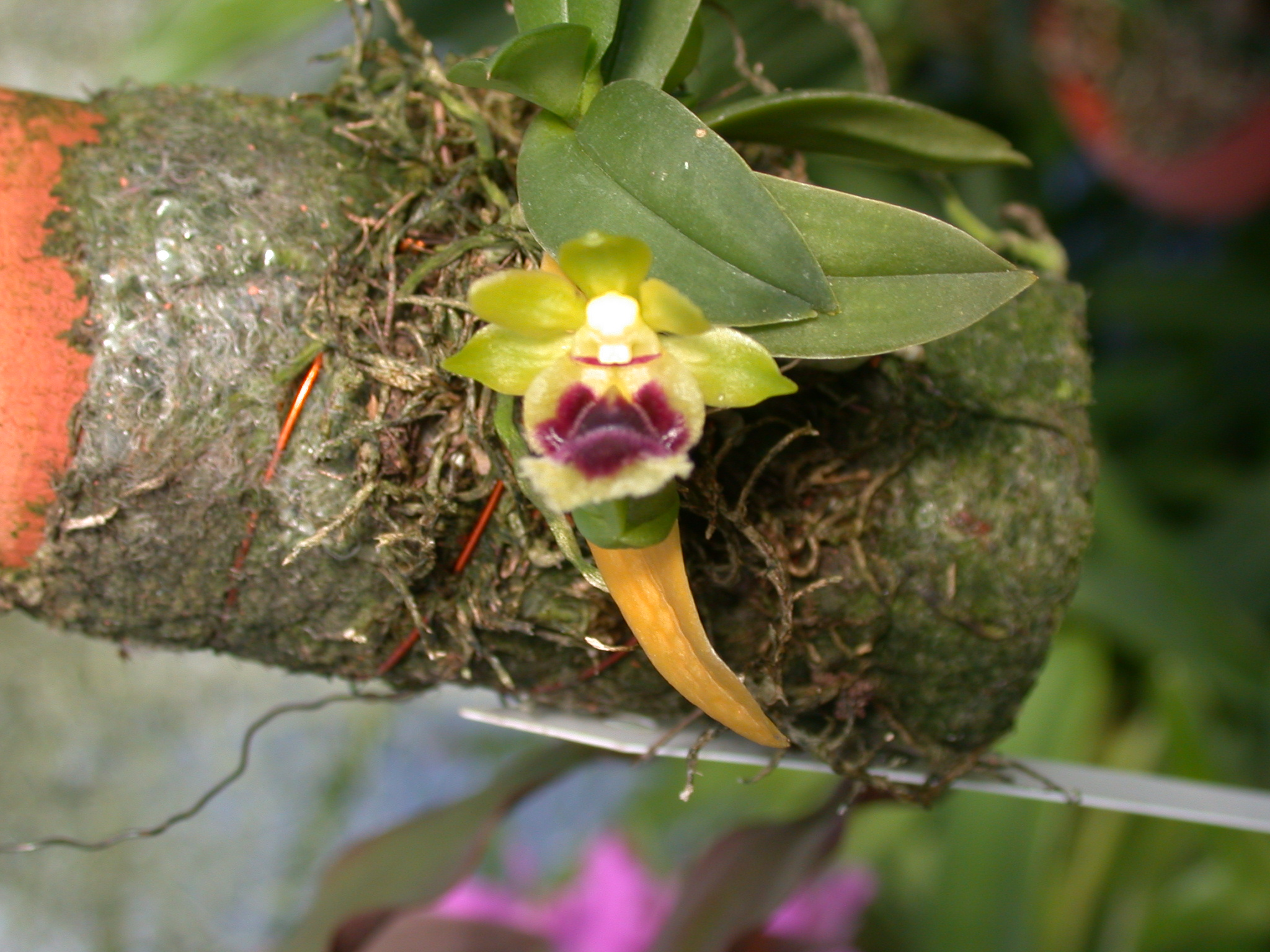